# Dolar
Dolar (ang. dollar) – waluta wielu krajów świata. Dzieli się na 100 centów. Nazwa dolara – podobnie jak nazwa waluty Słowenii sprzed 1 stycznia 2007, tolar – pochodzi od dawnej srebrnej monety, talara. Dolar został oficjalną jednostką monetarną Stanów Zjednoczonych w 1785 roku. Jednak zarówno samo słowo angielskie, jak i pieniądze o takiej nazwie istniały już wcześniej.

## Istniejące waluty
- dolar amerykański (USD) 
  -  Stany Zjednoczone,
  -  Mikronezja,
  -  Wyspy Marshalla,
  -  Palau,
  -  Ekwador (od 2000),
  -  Salwador (od 2001),
  -  Timor Wschodni,
  -  Zimbabwe (od 2009)
- dolar australijski (AUD)
  -  Australia,
  -  Kiribati,
  -  Nauru,
  -  Tuvalu
- dolar kanadyjski (CAD) -  Kanada
- dolar wschodniokaraibski (XCD)
  -  Antigua i Barbuda,
  -  Dominika,
  -  Grenada,
  -  Saint Kitts i Nevis,
  -  Saint Lucia,
  -  Saint Vincent i Grenadyny
- dolar bahamski (BSD) -  Bahamy
- dolar Barbadosu (BBD) -  Barbados
- dolar Belize (BZD) -  Belize
- dolar Brunei (BND) -  Brunei Darussalam
- dolar Fidżi (FJD) -  Fidżi
- dolar gujański (GYD) -  Gujana
- dolar Hongkongu (HKD) -  Hongkong
- dolar jamajski (JMD) -  Jamajka
- dolar kajmański (KYD) -  Kajmany
- dolar Kiribati (KBD) -  Kiribati
- dolar liberyjski (LRD) -  Liberia
- dolar namibijski (NAD) -  Namibia
- dolar nowozelandzki (NZD) -  Nowa Zelandia
- dolar singapurski (SGD) -  Singapur
- dolar surinamski (SRD) -  Surinam
- dolar tajwański (TWD) -  Republika Chińska (Tajwan)
- dolar Tuvalu (TVD) -  Tuvalu
- dolar Trynidadu i Tobago (TTD) -  Trynidad i Tobago
- dolar Wysp Cooka (COK) -  Wyspy Cooka
- dolar Wysp Salomona (SBD) -  Wyspy Salomona

## Waluty historyczne
- dolar Zimbabwe (ZWD) -  Zimbabwe
- Dolar Skonfederowanych Stanów Ameryki -  Stany Skonfederowane

## Historia nazwy i symbolu
Na przełomie XV i XVI wieku w Europie nie było waluty mogącej pełnić funkcję pieniądza światowego. W I połowie XVI wieku w Czechach, koło miejscowości Jachymów, odkryto duże złoża srebra, z których zaczęto bić nowe monety. Ze względu na silną germanizację czeskich terenów, na monetach wybijano nazwę mennicy w języku niemieckim – Jachimstaler Münze. Od końcówki taler przyjęto nazwę monety, przekształcaną przez różne narodowości, na przykład w Polsce moneta nazywała się talar, a w Hiszpanii dollaro.
Po odkryciu pierwszych złóż srebra i złota w Ameryce, Hiszpania przeniosła część mennic na nowy kontynent, gdzie moneta stała się walutą podstawową w obu Amerykach. Walutę oznaczało się symbolem 8, ze względu na wartość monety – 1 dollaro było warte 8 reali. Ze względu na możliwość pomyłki z cyfrą 8, symbol zaczęto stylizować. Korzystano z zawijasa przypominającego literę S, z końcami połączonymi linią prostą. Symbol ten, pisany w sposób niedbały, wyewoluował w dzisiejszy znak dolara – $.